# Lago Tashk
Il lago Tashk (in persiano دریاچه طشک, Daryâče-ye Tashk) è un lago salato dell'Iran, situato nella provincia di Fars nella parte meridionale dei monti Zagros, in mezzo a grandi catene montuose che raggiungono i 2500 metri sul livello del mare. Si trova immediatamente a nord del lago Bakhtegan, circa 80 km a est di Shiraz. Insieme, i due laghi (vedi foto) sono anche chiamati laghi di Neyriz. Essi sono generalmente separati da una piccola striscia di terra, ma si uniscono durante i periodi più umidi. Si trovano in una zona desertica ad un'altitudine di 1525 metri.
Nel corso di milioni di anni, le piogge hanno lavato via i sali minerali dalle rocce circostanti, trasportandole nel lago Tashk. Dopo lunghi periodi di siccità, il lago, privo di immissari, si prosciuga completamente, lasciando uno strato di sale cristallizzato lungo le sponde. Per tale motivo le acque del lago presentano un alto contenuto di sale, che crea un fantastico gioco di colori in modelli complessi. La regione è importante dal punto di vista economico grazie all'elevata presenza di blenda, dalla quale si ricava lo zinco. Ma la vera bellezza di questo angolo del deserto montano iraniano si rivela solo osservandola dallo spazio: il lago salato si presenta come un grande diamante tagliato a forma di anello.
Il lago Tashk è alimentato dallo straripamento delle paludi a ovest e dalle acque di una grande sorgente a nord-est.
Migliaia di uccelli acquatici si riuniscono ogni anno sul lago, che si trova lungo le loro lunghe rotte migratorie ed è protetto all'interno del parco nazionale del Bakhtegan.

## I laghi salati
I cosiddetti laghi salati o playas - permanenti o temporanei - si formano nelle valli montane secche o nelle depressioni intramontane. Tali laghi sono quindi il sito di formazione di minerali evaporitici a volte molto insoliti, come la soda (carbonato di sodio) o il borace (borato di sodio) e altri sali. L'acqua delle playas può essere estremamente alcalina: non è potabile, bensì dannosa o addirittura velenosa a causa dell'alto contenuto di sale.